# 純種
純種（英語：Purebred）是通過選擇性育種過程獲得的動物物種的栽培品種。當記錄純種動物的血統時，該動物被認為是純種動物。
純種一詞有時會與專有名詞純種馬（Thoroughbred）混為一談，純種馬專門指特定的馬種，這是自18世紀以來針對該種馬編寫的第一批全國性種馬之一。因此，除非該動物實際上是註冊的純種馬，否則絕對不應將其稱為“純種”。